# 사미라 마흐말바프
사미라 마흐말바프(페르시아어: سمیرا مخملباف, 영어: Samira Makhmalbaf, 1980년 2월 15일 ~ )는 이란의 영화 감독, 영화 프로듀서, 영화 각본가이다. 영화 감독 모흐센 마흐말바프의 딸이다. 이란 뉴웨이브 인물 중 한 명으로 평가된다.

## 작품 목록
- 사과 (1998)
- 칠판 (2000)
- 2001년 9월 11일 (2002)
- 오후 5시 (2003)